# 太夫浜
太夫浜（たゆうはま）は、新潟県新潟市北区の町字。郵便番号は950-3112。

## 概要
1889年（明治22年）から現在までの大字で、新井郷川分水路右岸の海岸砂丘地に位置する。
もとは江戸時代から1889年（明治22年）まであった太夫浜村の区域の一部で、地名の由来は、源義経が当地を通った際に、当地の安古左衛門の乗馬太夫黒が義経についていき、義経の乗馬になったという伝承による。

### 隣接する町字
北から東回り順に、以下の町字と隣接する。
- 島見町
- 東栄町
- 松栄町
- 神谷内
- 松浜東町
- 松浜町
- 太夫浜新町

## 歴史

### 分立した町字
1889年（明治22年）以後に、以下の町字が分立。
東栄町（ひがしさかえまち）
1965年（昭和40年）に分立した町字。
太夫浜新町（たゆうはましんまち）
1988年（昭和63年）に分立した町字。

### 年表
- 1889年（明治22年）4月1日 : 合併により南浜村の大字となる。
- 1954年（昭和29年）11月1日 : 合併により新潟市の大字となる。
- 2007年（平成19年）4月1日 : 新潟市の政令指定都市移行により、北区の大字となる。

## 世帯数と人口
2018年（平成30年）1月31日現在の世帯数と人口は以下の通りである。
| 大字   | 世帯数  | 人口    |
| ------ | ------- | ------- |
| 太夫浜 | 771世帯 | 1,621人 |

## 小・中学校の学区
市立小・中学校に通う場合、学区は以下の通りとなる。
| 番地 | 小学校               | 中学校             |
| ---- | -------------------- | ------------------ |
| 全域 | 新潟市立太夫浜小学校 | 新潟市立南浜中学校 |

## 主な企業・施設
- 敬和学園高等学校
- 新潟市立太夫浜小学校

## 交通
- 国道113号
- 新潟県道324号豊栄太夫浜線
- 新潟県道398号島見濁川線